# ستيف كاش
ستيف كاش (بالإنجليزية: Steve Cash)‏ هو مغن مؤلف أمريكي، ولد في 1946.

## وصلات خارجية
- ستيف كاش على موقع ميوزك برينز (الإنجليزية)
- ستيف كاش على موقع ديسكوغز (الإنجليزية)